# Мамулашвили, Каха Нугзарович
Каха Нугзарович Мамулашвили (род. 21 октября 1985, Каспи) — грузинский самбист и дзюдоист, бронзовый призёр чемпионата Грузии по дзюдо, чемпион мира среди студентов 2008 года по самбо, серебряный (2010—2011 годы) и бронзовый (2013, 2015 годы) призёр чемпионатов мира по самбо, бронзовый призёр чемпионатов Европы по самбо (2007, 2013 годы), бронзовый призёр Европейских игр 2015 года в Баку по самбо, бронзовый призёр Всемирных игр боевых искусств 2013 года в Санкт-Петербурге по самбо. Выступал во второй полусредней весовой категории (до 74 кг). Тренировался под руководством своего отца Нугзара Мамулашвили.

## Соревнования по дзюдо
- Чемпионат Грузии по дзюдо 2007 года — ;